# Culicoides dubitatus
Culicoides dubitatus är en tvåvingeart som beskrevs av Kremer, Rebholtz-hirtzel och Delecolle 1976. Culicoides dubitatus ingår i släktet Culicoides och familjen svidknott.
Artens utbredningsområde är Angola. Inga underarter finns listade i Catalogue of Life.